# 유당 (원척후)
유당(劉當, ? ~ 기원전 87년)은 전한 중기의 제후로, 조경숙왕의 아들이다.

## 행적
무제 때 원척후(爰戚侯)에 봉해졌다.
무제 후2년(기원전 87년), 형 유료(劉廖)와 모반한 죄로 스스로 목숨을 끊었고, 봉국은 폐지되었다.

## 출전
- 반고, 《한서》 권15상 왕자후표 上